# Kickapoo, Bắc Dakota
Kickapoo là một lãnh thổ chưa tổ chức thuộc quận Kidder, tiểu bang Bắc Dakota, Hoa Kỳ. Năm 2010, dân số ở đây là 8 người.